# Frank Pakenham, 7. Earl of Longford

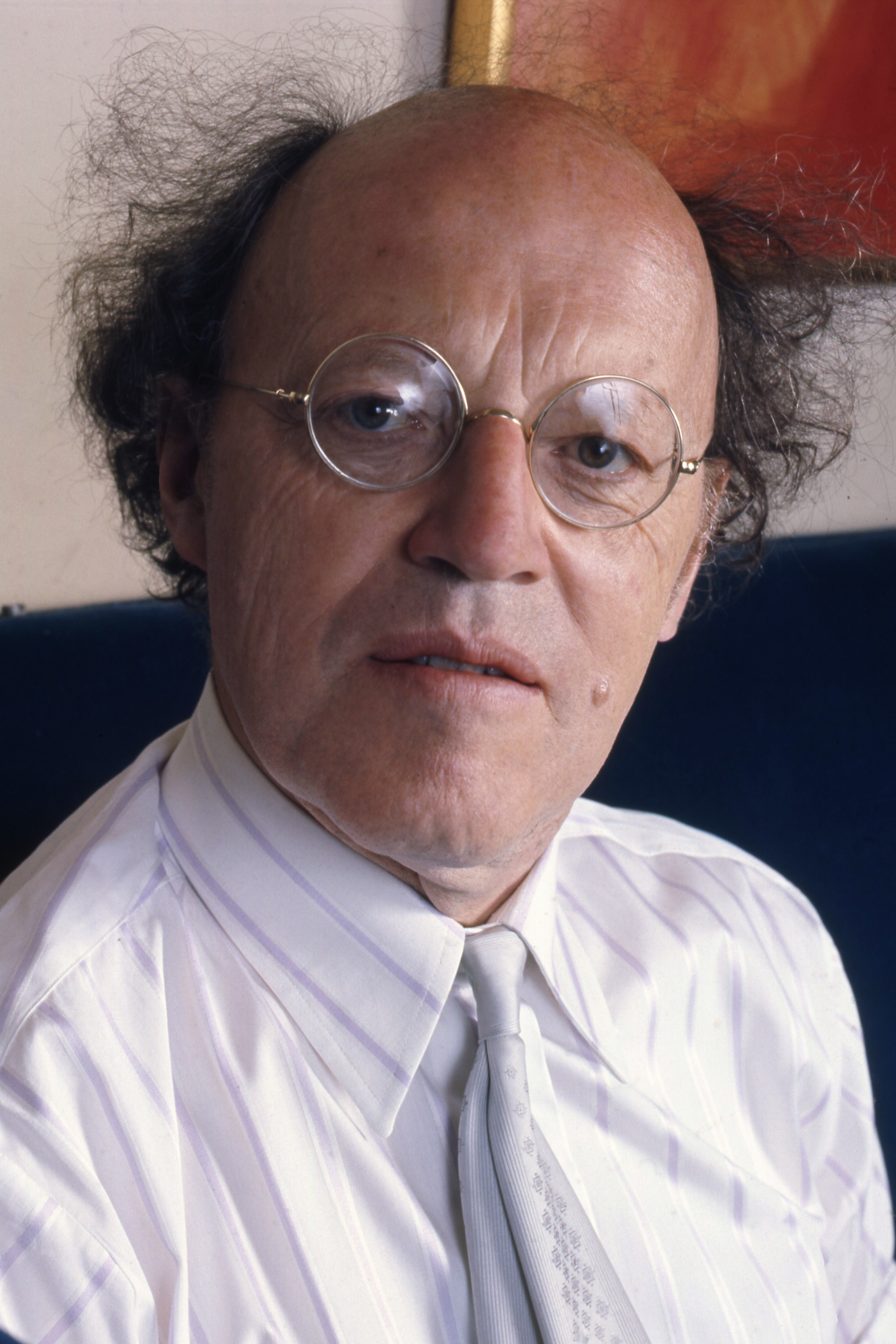
Lord Longford, 1974

Francis „Frank“ Aungier Pakenham, 7. Earl of Longford KG, PC (* 5. Dezember 1905 in London; † 3. August 2001 ebenda) war ein britischer Politiker und Sozialreformer.

## Leben
Als zweiter Sohn des Thomas Pakenham, 5. Earl of Longford und seiner Gattin Lady Mary Julia Child-Villiers gehörte er einer britisch-irischen Aristokratenfamilie an. Er wurde am Eton College erzogen und studierte am Oxford New College. Er schloss dort 1934 sein Studium der Philosophie, Politikwissenschaft und Wirtschaftswissenschaften als Master of Arts ab. Er war Mitglied des Worcester College und ein Dozent am Christ Church College.
Im Zweiten Weltkrieg stieg er in den Rang eines 2nd Lieutenant auf, bevor er 1940 wegen Krankheit aus der Armee ausschied. Ab dieser Zeit war er in der Labour Party politisch aktiv. Ebenfalls 1940 konvertierte der einstige Unitarier zum Katholizismus. 1945 gewährte ihm die Labour-Regierung den erblichen Adelstitel Baron Pakenham, of Cowley in the City of Oxford, womit ein Sitz im House of Lords verbunden war.
Er machte politische Karriere; nacheinander war er Lord-in-Waiting, Whip im Oberhaus, später Chancellor of the Duchy of Lancaster, 1947 Leiter der Auslandsabteilung im britischen Außenministerium, während der Währungsreform 1948 in Westdeutschland Deutschlandminister, Hoher Kommissar der englischen Besatzungszone in Deutschland, Staatssekretär für Verkehr und Minister für Zivilluftfahrt, Erster Lord der Admiralität, Lordsiegelbewahrer, Staatssekretär für Kolonien und von 1964 bis 1968 Leader of the House of Lords in der Regierung von Harold Wilson. Außerdem war er von 1955 bis 1963 Vorsitzender der Bank of England und von 1970 bis 1980 Vorsitzender des Verlagshauses Sidgwick & Jackson.
Beim Tod seines älteren Bruders Edward erbte er 1961 dessen Titel eines Earl of Longford. 1971 nahm ihn Königin Elisabeth II. in den Hosenbandorden auf. Mit Einführung des House of Lords Act 1999 verlor er im Alter von 93 Jahren seinen erblichen Anspruch auf einen Sitz im House of Lords. Er wurde aber sogleich als Baron Pakenham of Cowley, of Cowley in the County of Oxfordshire, zum Life Peer erhoben, womit er einen Sitz im House of Lords behielt. Er war damit nach Francis Taylor, 1. Baron Maenan, der zweitälteste Mensch, dem je ein Peerstitel verliehen wurde.
Er starb am 3. August 2001.

## Politische Positionen und Rezeption
Er wurde als freundlicher Exzentriker mit der Frisur eines verrückten Wissenschaftlers aus einem Comic-Strip beschrieben. Politisch machte er sich als Gegner der Prostitution und der Pornographie einen Namen. Er war auch ein erklärter Gegner der Aufhebung der Strafbarkeit der Homosexualität. In den 1980er Jahren war er einer der Verfechter der Clause 28, die Gemeinden, Schulen und Kommunalbehörden die „Förderung von Homosexualität“ verbot.
Zudem kämpfte er sein ganzes Leben für die Reform der britischen Gefängnisse. Ein bemerkenswertes Projekt war seine Kampagne für die Begnadigung der Serienmörderin Myra Hindley. Diese Bemühungen wurden 2006 von Tom Hooper im Drama Longford verfilmt. Die titelgebende Hauptrolle übernahm Jim Broadbent.

## Ehe und Nachkommen
Am 3. November 1931 heiratete er in der St. Margaret Church in Westminster die Historikerin, Journalistin und Schriftstellerin Elizabeth Pakenham (* 1906; † 2002). Aus der Ehe gingen acht Kinder hervor:
- Lady Antonia Margaret Caroline (* 27. August 1932), Autorin und Commander of the British Empire (CBE)

⚭ 1956–1977 Hon. Sir Hugh Charles Patrick Joseph Fraser
⚭ 1980 Harold Pinter
- Thomas Frank Dermot (* 14. August 1933), 8. Earl of Longford; Historiker und Autor ⚭ 1964 Valerie Susan McNair Scott
- Hon. Patrick Maurice (* 17. April 1937) ⚭ 1968 Mary Elizabeth Plummer
- Lady Judith Elizabeth (* 14. August 1940), Dichterin ⚭ 1963–1982 Alexander John Kazantis
- Lady Rachel Mary (* 11. April 1942), Autorin und Präsidentin der britischen P.E.N. ⚭ 1967 Kevin Billington
- Hon. Michael Aidan (* 3. November 1943) ⚭ 1980 Meta Landreth Doak
- Lady Catherine Rose (1946–1969 bei einem Autounfall), Journalistin
- Hon. Kevin John Toussaint (* 1. November 1947) ⚭ 1972 Ruth Lesley Jackson

## Bibliographie
- Peace by Ordeal. 1935.
- Born to Believe. 1953.
- The Idea of Punishment. 1961.
- Five Lives. 1964.
- Humility. 1969.
- Abraham Lincoln. 1974.
- Jesus Christ. 1974.
- The Grain of Wheat. 1974.
- Kennedy. 1976.
- St. Francis of Assisi. 1978.
- Nixon. 1980.
- Diary of a Year. 1982.
- Pope John Paul II. 1982.
- One Man's Faith. 1984.
- Eleven at No. 10. A personal view of Prime Ministers. 1984.
- The Search for Peace. 1985.
- The Bishops. 1986.
- Saints. 1987.
- A History of the House of Lords. 1989.
- Suffering and Hope. 1990.
- Punishment and the Punished. 1991.
- Prisoner or Patient. 1992.
- Young Offenders. 1993.
- Avowed Intent. 1994.